# A/m
L'A/m o Amper per metre és una unitat derivada del Sistema Internacional d'Unitats per a mesurar la intensitat de camp magnètic, definida com el valor de corrent elèctric expressat en Ampers que produeix el camp magnètic dividit per la distància en metres. Aquesta unitat és emprada com a mitjà de mesura de la intensitat dels camps electromagnètics produïts pels transmissors de ràdio. També pot mesurar camps magnètics estàtics.
Alguns exemples d'intensitat de camp magnètic a una certa distància:
| Camp magnètic en A/m |             |           |
| Electrodomèstic      | A 30 cm     | A 1 metre |
| bomba d'aquari       | 35 - 1821   | 1 - 117   |
| serra                | 51 - 1424   | 5 - 75    |
| obridor de llaunes   | 719 - 16302 | 130 - 644 |
| rellotge             | 34 - 1318   | 3 - 68    |
| planxa               | 166 - 293   | 25 - 37   |
| màquina de cafè      | 9 - 730     | 0 - 61    |
| monitor ordinador    | 20 - 13470  | 1 - 937   |
| copiadora            | 5 - 1838    | 0 - 239   |
| llum sobretaula      | 3281        | 121       |
| rentaplats           | 498 - 891   | 84 - 163  |
| foradadora           | 21 - 3333   | 3 - 835   |
| fax                  | 16          | 3         |
| cuina robot          | 619         | 35        |
| màquina de brossa    | 272 - 779   | 19 - 151  |
| microones            | 59 - 5433   | 11 - 466  |
| batedora             | 49 - 4121   | 9 - 393   |
| escalfador portable  | 11 - 1960   | 0 - 138   |
| impresora            | 74 - 4311   | 18 - 245  |
| ventilador portàtil  | 4 - 8564    | 03 - 312  |
| ràdio                | 48 - 407    | 3 - 98    |
| nevera               | 12 - 299    | 1 - 60    |
| scanner              | 218 - 2691  | 9 - 348   |
| màquina de cosir     | 379 - 770   | 35 - 45   |
| televisió            | 180 - 1299  | 7 - 111   |
| torradora            | 29 - 463    | 1 - 47    |
| aspiradora           | 706 - 2262  | 51 - 128  |
| video                | 19 - 463    | 1 - 41    |
| màquina vending      | 46 - 505    | 2 - 59    |

Font: Modificació de L. Zaffanella (1997) en California EMF Program "Evaluation of the Possible Risks From Electric and Magnetic Fields (EMFs) de Power Lines, Internal Wiring, Electrical Occupations and Appliances", 2002.